# راماز أوروشادزه
راماز أوروشادزه ، من مواليد 17 أغسطس 1939، لاعب كرة قدم سوفييتي سابق في مركز حراسة المرمى. لعب مع منتخب الاتحاد السوفييتي لكرة القدم.

## روابط خارجية
- راماز أوروشادزه على موقع قاعدة بيانات كرة القدم.إي يو (الإنجليزية)
- راماز أوروشادزه على موقع ناشيونال فوتبول تيمز (الإنجليزية)